# Lindau (Heideland)
Lindau (ⓘ) ist ein Ortsteil der Gemeinde Heideland im Saale-Holzland-Kreis in Thüringen, die Teil der Verwaltungsgemeinschaft Heideland-Elstertal-Schkölen ist.

## Geografie
Lindau, Rudelsdorf und Königshofen liegen westlich der Bundesautobahn 9  in einem ländlichen Raum, der von der Landesstraße 1073 erfasst wird, welche zu einer Anschlussstelle der Bundesautobahn 9 über Eisenberg führt. Dieser ländliche Raum wird von einer bewaldeten Welle durchzogen, in der ein Fließgewässer verläuft. Bei Lindau berühren sich die Landesflächen von Thüringen und Sachsen-Anhalt.

## Geschichte
Am 13. September 1303 erfolgte die urkundliche Ersterwähnung des landwirtschaftlich geprägten Ortes.
Die Dorfkirche Lindau wurde 1762 erbaut.
Am 1. Juli 1950 wurde die bis dahin eigenständige Gemeinde Großhelmsdorf eingegliedert.
Nach der Wende vereinten sich die Bauern in der Agrargenossenschaft Buchheim-Crossen e.G.
Das Schalmeienorchester Lindau/Rudelsdorf ist ein gefragter Klangkörper vom Lande.